# Michael Gerstner

Michael Gerstner

Michael Gerstner (* 25. Oktober 1896 in Nennslingen; † 8. Januar 1977 in Weißenburg) war ein deutscher Politiker (NSDAP).

## Leben
Gerstner, von Beruf Gerber, nahm als Soldat am Ersten Weltkrieg teil. Zum 28. März 1925 trat er der NSDAP bei (Mitgliedsnummer 1.020). Ab Anfang April 1931 war er Kreisleiter in Weißenburg und ab März 1933 Bürgermeister in Weißenburg.
Gerstner trat am 24. April 1941 im Nachrückverfahren für den Abgeordneten Georg Sperber in den nationalsozialistischen Reichstag ein, dem er bis zum Ende der NS-Herrschaft im Frühjahr 1945 als Vertreter des Wahlkreises 26 (Franken) angehörte. In der SA wurde er zum 20. April 1944 zum Oberführer befördert.
1946 wurde Michael Gerstner während des Weißenburger Pogromprozesses als Hauptangeklagter zu vier Jahren Zuchthaus verurteilt.